# Kroatien-Rundfahrt

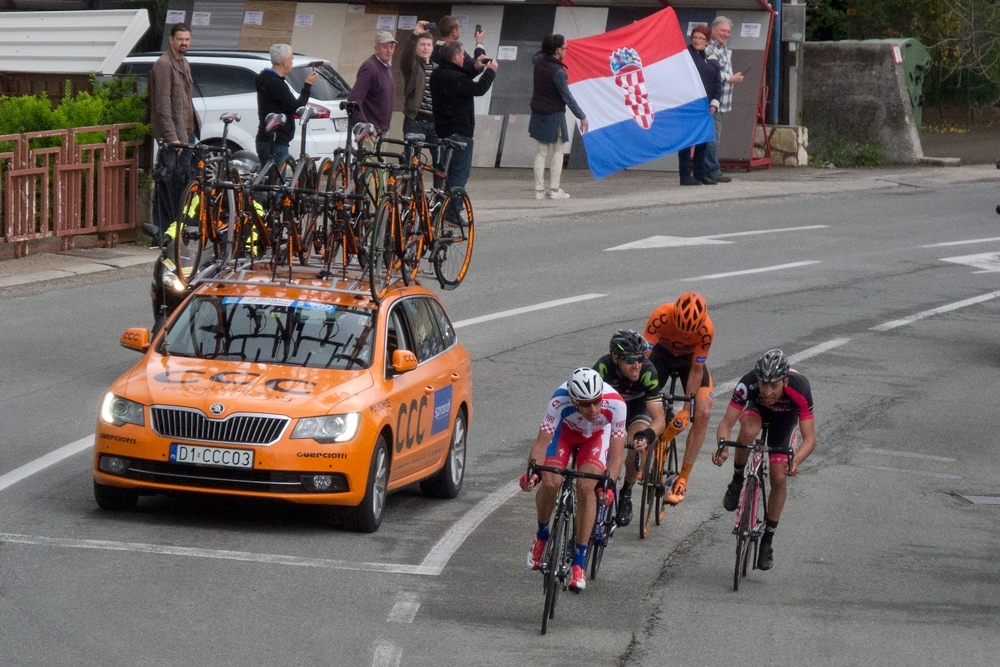

Die Kroatien-Rundfahrt (kroatisch Kroz Hrvatsku, offiziell seit 2019: CRO Race) ist ein kroatisches Straßenradrennen.
Das Etappenrennen fand früher im Mai statt und wurde später im September ausgetragen. Es umfasste zumeist fünf oder sechs Etappen und wurde 1994, drei Jahre nach der Unabhängigkeit Kroatiens von Jugoslawien, zum ersten Mal ausgetragen. 2007 war das Rennen Teil der UCI Europe Tour und ist in der Kategorie 2.2 eingestuft. In den Jahren 2008 bis 2014 fand das Rennen nicht statt. Seit dem Jahr 2015 wird das mehrtägige Radrennen  im April ausgetragen. Es ist Teil der UCI Europe Tour und dort in der UCI-Kategorie 2.1 eingestuft. 

## Palmarès
| Jahr | Sieger              | Zweiter              | Dritter             |
| ---- | ------------------- | -------------------- | ------------------- |
| 1994 | Veceslav Orel       |                      |                     |
| 1995 | Iztok Melanšek      |                      |                     |
| 1996 | Sandi Papež         |                      |                     |
| 1997 | Andrei Misurow      |                      |                     |
| 1998 | Vladimir Miholjević | Bogdan Ravbar        | Robert Bartko       |
| 1999 | Gregor Tekavec      | Hrvoje Bosnjak       | Joachim Ladler      |
| 2000 | Martin Derganc      | Igor Kranjec         | Vladimir Miholjević |
| 2001 | Simone Mori         | Michael Rasmussen    | Hrvoje Miholjević   |
| 2007 | Radoslav Rogina     | Matej Stare          | Mitja Mahorič       |
| 2015 | Maciej Paterski     | Primož Roglič        | Sylwester Szmyd     |
| 2016 | Matija Kvasina      | Jesper Hansen        | Víctor de la Parte  |
| 2017 | Vincenzo Nibali     | Jaime Rosón          | Jan Hirt            |
| 2018 | Kanstantsin Siutsou | Pieter Weening       | Jewgeni Giditsch    |
| 2019 | Adam Yates          | Davide Villella      | Víctor de la Parte  |
| 2021 | Stephen Williams    | Markus Hoelgaard     | Mick van Dijke      |
| 2022 | Matej Mohorič       | Jonas Vingegaard     | Oscar Onley         |
| 2023 | Orluis Aular        | Alexander Kristoff   | Ethan Hayter        |
| 2024 | Brandon McNulty     | Tobias Lund Andresen | Fred Wright         |
| 2025 |                     |                      |                     |